# Sirak Tesfom
Sirak Tesfom, né le 10 octobre 1994 à Asmara, est un coureur cycliste érythréen.

## Biographie
Sirak Tesfom naît le 10 octobre 1994 à Asmara. Il commence le cyclisme sur le tard, à l'âge de 20 ans.
En 2017, il dispute ses premières compétitions sur le calendrier UCI, à 22 ans. Dans son pays natal, il se distingue en terminant cinquième du Fenkel Northern Redsea, sixième du Circuit d'Asmara et dixième du Tour d'Érythrée.
En 2018, il s'illustre en remportant toutes les épreuves de l'Africa Cup avec le maillot de l'équipe d'Érythrée.

## Palmarès
- 2018
  - Africa Cup (contre-la-montre par équipes)
  - Africa Cup (contre-la-montre)
  - Africa Cup (critérium)
  - Africa Cup (course en ligne)
- 2019
  -  Champion d'Afrique du contre-la-montre par équipes (avec Yakob Debesay, Mekseb Debesay et Meron Teshome)
  -  Médaillé d'argent du championnat d'Afrique du contre-la-montre
  - 2e du championnat d'Érythrée du contre-la-montre
  -  Médaillé d'argent du contre-la-montre par équipes aux Jeux africains

## Classements mondiaux
| Année           | 2017 | 2018 | 2019 | 2020 |
| --------------- | ---- | ---- | ---- | ---- |
| UCI Africa Tour | 90e  | 222e | 5e   | 81e  |